# Ашан (село)
Ашан (вірм. Աշան), Хешан (азерб. Heşan) — село у Ходжавендському районі Азербайджана. Село розташоване за 15 км на північний захід від міста Мартуні, за 1 км на схід від села Нор шен, за 4 км на захід від села Бердашен та за 4 км на північний захід від села Ємішчан.

## Пам'ятки
- В селі розташована церква Сурб Аствацацін 19 століття, цвинтар 17-18 століття, каплиця 7 століття та селище 17-18 століття.